# Anthenea conjugens
Anthenea conjugens is een zeester uit de familie Oreasteridae.
De wetenschappelijke naam van de soort werd in 1935 gepubliceerd door Ludwig Döderlein.